# Apus balstoni
Il rondone del Madagascar (Apus balstoni (Bartlett, 1880)) è un uccello appartenente alla famiglia Apodidae, endemico del Madagascar e delle isole Comore.

## Descrizione
Ha una lunghezza di circa 16 cm; i maschi sono leggermente più grossi delle femmine (49,5–51 g vs 38–46 g)..

## Tassonomia
Considerata in passato una sottospecie di Apus barbatus,  è stata segregata come specie a sé stante in base ai risultati di analisi molecolari.
Sono riconosciute due sottospecie:
- Apus balstoni mayottensis (Nicoll, 1906) – endemica delle isole Comore
- Apus balstoni balstoni (Bartlett, 1880) – endemica del Madagascar